# 罰
罰（ばつ）とは、法令や特定集団における決まりごと、道徳などに違反したものに対する公もしくは集団が行う、多くは当人に不利益または不快になることである。罰を与えることを制裁（せいさい）というが、制裁を罰の意味で使うこともある。仕置、懲罰、処罰とも言う。

## 罰・制裁の種類
主に下記の様に分けることができる。法令に基づくもの（刑法によって課される刑罰など）もふくむ。

### 身体的な罰
体罰（殴る・手足を拘束する）、死刑など。

### 精神的な罰
叱りつける・罵る・皮肉を言う・無視する・仲間はずれなど。

### 経済的な罰
経済的な罰には、罰金や課徴金を課したり、不正に得た利益、用いられた凶器を没収するなどがある。
戦争などにおける経済制裁という国家行為もある。

### 社会的な罰
社会的な罰、社会的制裁には、所属していた集団から排除する、社会的に罪人であることを明示して地位を低下させるなどがある。懲戒処分、懲戒免職(懲戒解雇）、追放、村八分、叱り、刺青、さらし、私刑など。

### 超自然的な罰
- 罰（ばち）、天罰（てんばつ）、神罰、仏罰（ぶつばち）

規則や規律に違反したものに対し、神仏の罰（目に見えない超自然の力による罰）があると考えられる場合。
天誅、地獄、業、祟りも参照。

## 罰の背景
何が罰の対象になるかは、時代により民族により全く異なる。例えば古代ギリシアでは少年愛は社会公認の風俗であったが、現代の先進国では刑罰と精神医学の対象になっている。
エルンスト・ブロッホは処罰の本質は報復であり、「その他はすべてあとから出てきたもの、もしくは口実にすぎない」と述べている。ヘーゲルやカントは行為と処罰を等価と見なし、罪に対する罰は補償をもたらすという絶対的な報復理論を展開した。そして罰にはその恐怖から犯罪を抑止する社会的な効果があると考えられた。しかし、現代にいたる多くの経験と研究によって、処罰の犯罪抑止効果は犯罪行為が重大になるほど小さくなることが知られている。

## 子どもに対する罰
「正の罰」と「負の罰」がある。嫌なものを与えるのが「正の罰」で、好きなものを取り上げるのが「負の罰」という。